# ایداماگاما
ایداماگاما (به لاتین: Idamagama) یک منطقهٔ مسکونی در سری‌لانکا است که در استان مرکزی (سری‌لانکا) واقع شده‌است.